# Koezand
Koezand (également Coesant) est une ancienne île néerlandaise, située dans la Honte, aujourd'hui l'embouchure de l'Escaut occidental. L'île était située à l'est de l'île de Wulpen et au sud de Walcheren. On estime que l'île de Waterdunen était située entre Wulpen et Koezand.
Banc de sable inhabité pendant longtemps, l'île a été endiguée pour la première fois au printemps 1344. La digue était élevée à une hauteur de 10 pieds (env. 3 m, par quatre métayers. Après la construction de la digue, il y avait 28 habitants sur l'île. Ce fut une vie difficile : dès les premières années, une partie de l'île était de nouveau envahie par la mer.
Koezand a disparu définitivement dans les flots en 1570, lors de l'inondation de la Toussaint.

## Source
- (nl) Cet article est partiellement ou en totalité issu de l’article de Wikipédia en néerlandais intitulé « Koezand » (voir la liste des auteurs).